# Lyman James Briggs
Pour les articles homonymes, voir Briggs.
Lyman James Briggs, né le 7 mai 1874 dans le Michigan et mort le 25 mars 1963, était un ingénieur, physicien et administrateur américain.
Entre 1907 et 1918, Briggs supervise des expériences sur l'électroculture sous l'autorité du Bureau of Plant Industry ;  avec ses collaborateurs il publie ses conclusions, défavorables, en janvier 1926.
Pendant la Grande Dépression, il est nommé directeur du National Bureau of Standards américain. Un peu avant le début de la Seconde Guerre mondiale, il est nommé président du Comité consultatif pour l'uranium.
Avec Paul R. Heyl, il a développé un compas à induction terrestre (en) au cours des années 1920.